# 530 Turandot
530 Turandot је астероид главног астероидног појаса са пречником од приближно 84,85 km.
Афел астероида је на удаљености од 3,888 астрономских јединица (АЈ) од Сунца, а перихел на 2,479 АЈ.
Ексцентрицитет орбите износи 0,221, инклинација (нагиб) орбите у односу на раван еклиптике 8,564 степени, а орбитални период износи 2074,912 дана (5,680 година).
Апсолутна магнитуда астероида је 9,29 а геометријски албедо 0,047.
Астероид је откривен 11. априла 1904. године.